# Kanton Andrésy
Kanton Andrésy is een voormalig kanton van het Franse departement Yvelines. Het kanton maakte deel uit van het arrondissement Saint-Germain-en-Laye. Het werd opgeheven bij decreet van 21 februari 2014 met uitwerking op 22 maart 2015.

## Gemeenten
Het kanton Andrésy omvatte de volgende gemeenten:
- Andrésy (hoofdplaats)
- Chanteloup-les-Vignes
- Maurecourt